# 타카오 나오키
타카오 나오키(高尾直樹, 1960년 10월 27일 ~ )는 일본의 가수, 작사가, 작곡가이다. 가나가와현 요코하마시 출신이며, 혈액형은 O형이다.

## 개요
1983년부터 4년간 미국 미주리주 동북부 미주리 대학(현 트루먼 주립 대학)에 유학하고 영문학 학사 학위를 취득.
귀국 후 친구 소개로 CM송의 작사 및 가가 녹음을 담당한 것을 계기로 CM송 가수·작사가로서 제작 활동을 시작한다.
1988년 기타리스트 마츠바라 마사키와 밴드"TRIFORCE"을 창당했다.
그 다음은 스튜디오 뮤지션으로서 다른 아티스트에 악곡 제공·코러스 참여를 하면서 솔로 가수로서 애니메이션 특수 촬영 작품의 악곡이나 도쿄 디즈니 리조트의 어트랙션용 악곡을 다루고 있다.
2011년 4월보다 센조쿠 학원 음악 대학에서 보컬의 강사를 맡는다.

## 대표곡
- 열 별들이여 (1992년, 요코하마 DeNA 베이스타스 구단노래) ※〈더 베이 스타스〉명의
- 들으면 보인다 (2000년, TBS라디오 테마)

### 애니메이션
- 그레이트 대시!! (1993년, 용사특급 마이 토가인 삽입곡)※〈이슬호조해〉명의. 이슬호수 말 라이조과의 듀엣.
- 선풍사여 영원하라 ~KING OF RAILROAD~ (1993년, 용사특급 마이 토가인 삽입곡)
- 만약 당신을 만나야 (1994년, 용자경찰 제이 데커 삽입곡)
- 세이프티 세븐 (1997년, 마하 GoGoGo 삽입곡)
- X레이서 (1997년, 마하 GoGoGo 삽입곡)
- 섀도 그란다, ~사천왕의 주제~ (1997년, 슈퍼 피싱 그란다 무사시 삽입곡)
- 내 방식, ~구귀의융의 주제~ (1997년, 슈퍼 피싱 그란다 무사시 삽입곡)
- 포켓몬 마스터의 길 (1998년, 포켓 몬스터 이미지 송(《하얀 내일이다!로켓단》 수록) ※마츠모토 리카와 듀엣
- and FOREVER... (1999년, THE빅 오 엔딩 테마) ※ ROBBIE DANZIE와의 듀엣
- GOKU the Bandit (2002년, 아소봇토 전기 고쿠 삽입곡)

### 특촬물
- 마음 잡고 사랑 (1994년, 가면 라이더 J 주제가) ※BYUE 명의
- Just One Love (1994년, 가면 라이더 J 주제가) ※BYUE 명의
- 경찰 바이크 사나이 시그널맨 (1996년, 격주전대 카레인저 삽입곡)
- 카레인저 테루 (1996년, 격주전대 카레인저 삽입곡)
- RED ZONE 배틀은 BIN BIN BIN! (1996년, 격주전대 카레인저 삽입곡)
- 사이버 슬라이더 TMY(조금 메가 되다) (1996년, 격주전대 카레인저 삽입곡)
- Don't Stop! 메가 실버 (1997년, 전자전대 메가레인저 삽입곡)
- 울부짖어라 수격봉! 수격파! (1998년, 성수전대 긴가맨 삽입곡)
- OK! 타임 로보 (2000년, 미래전대 타임레인저 삽입곡)
- Chase! Chase! Chase! (2000년, 미래전대 타임레인저 삽입곡)
- 진홍의 동지 ~타임파이어의 테마~ (2000년, 미래전대 타임레인저 삽입곡)
- Final edition라 그렌저 다크 레이더 (2002년, 가면 라이더 류우키 이미지 송)

### 이미지 송
- KEEP ON BURNING (1991년, 《DARK CAT》 이미지 송)
- DON'T YOU WAMT ME? (1991년, 《애인은 수호령?》 이미지 송)
- 수호령광 연주곡 (1991년, 《애인은 수호령?》 이미지 송) ※타카노 아리카와 듀엣
- 인도되고 사람 (1991년, 《애인은 수호령?》 이미지 송) ※목소리: 소오(마치 유우시)
- 낙엽의 계절 (1995년, 《달의 사막을 저 멀리》 이미지 송)
- 블루 문 (1995년, 《달의 사막을 저 멀리》 이미지 송)

### 어린이 프로그램·교재
- 파자마로 실례 (1996년, 《엄마와 함께》)
- 류징 축제 기원 (2001년, 《2001년 운동회용 CD》) ※와카코우치 에츠오, 히야마 키요시, 카이다 유리코와 함께